# Vadim Tikhomirov
Pour les articles homonymes, voir Tikhomirov.
Vadim Nikolaïevitch Tikhomirov (russe : Вадим Николаевич Тихомиров) était un botaniste russe, spécialiste de morphologie végétale, taxonomie, floristique et de conservation de la nature. Membre correspondant à l'Academy of Sciences of the Soviet Union (en), puis à l'Académie des sciences de Russie, il fut professeur à l'université d'État Lomonossov de Moscou.

## Biographie
De 1949 à 1952, il étudia à la faculté de biologie de l'université d'État Lomonossov de Moscou (MGU) où il fit un mémoire sur les fruits et les graines des plantes adventices sous la direction de Nikolaï Kaden. Pour sa thèse de troisième cycle, au département des plantes supérieures et sous la direction de Konstantín Méyer (es), il élargit le sujet qu'il avait choisi pour son mémoire.
De 1957 à 1959, il fut assistant-chercheur au laboratoire de biologie de la MGU à Chasnikovo, près de Moscou.
En 1959, il fut transféré au département des plantes supérieures de la MGU où il effectua tout le reste de sa carrière. Cette même année, il présenta sa thèse sur la morphologie comparée de l'androcée et de la gynécée des plantes adventices de l'URSS.
En 1966, il devint chercheur-associé avant de prendre la tête du département en 1976 jusqu'en 1998.
De 1967 à 1988, il dirigea le Jardin de l'apothicaire, le jardin botanique de la MGU, puis il en fut le conseiller scientifique jusqu'à la fin de sa vie. Sous sa direction, le jardin est devenu un élément majeur de la faculté de biologie et a acquis le statut d'institution scientifique.
En 1967, il présenta sa thèse d'habilitation sur l'origine, l'évolution et le système des Ombellifères (Umbelliferae, Juss., Apiaceae, Lindl.).
En 1960, avec d'autres étudiants de la faculté de biologie de la MGU, il fit partie de la première Brigade de Protection de la Nature (DOP en russe, brigade étant traduit par droujina), qui par la suite jouèrent un rôle crucial dans la préservation de la flore et de la faune soviétiques : « C’est un jeune responsable de la MOIP (Société des naturalistes de Moscou), docteur en botanique, Vadim Tikhomirov (1932-1998), qui crée la DOP sous le double parrainage de l’Union des jeunesses communistes (Komsomol) et de la VOOP [Société panrusse de protection de la nature]. »
Il fit partie de plusieurs comités de rédaction de revues, dont celui du Journal de Botanique.